# Farul Flügge
Farul Flügge este situat în sud-vestul insulei Fehmarn, la câțiva kilometri spre vest de podul Fehmarnsund. Asistă în navigarea prin strâmtoarea Fehmarnsund. Este deschis accesului public. În 2003, construcția a fost declarată monument de arhitectură.

## Istorie
În acest loc a existat o mică populație de păducel, numită de marinari Flügger Holz și utilizată de aceștia ca punct de referință în navigarea prin apele de mică adâncime de la sudul insulei. Odată cu moartea plantelor, ministerul prusac de comerț și transport a dispus construirea unui far maritim. Turnul de 16 m a fost construit în 1870-1872.
Farul actual a fost ridicat în 1914-1915 și este identic cu farul Neuland de lângă Behrensdorf, de cealaltă parte a Fehmarnsund. Turnul cu opt laturi, construit din cărămidă, a fost acoperit în 1976-1977 cu plăci de plastic de culoare roșie și albă, pentru a proteja și a ascunde zidăria deteriorată. La începutul verii anului 2009, plăcile au fost demontate și au fost renovați pereții originali, fiindu-le conferită o culoare galbenă ca paiele de grâu. Din 2011, farul este decorat de zidărie de cărămidă galben-roșie, similară cu cea originală.

## Descriere
Înălțimea construcției este de 38 m. Semnalul luminos este emis de la înălțimea de 37 m de la bază. Acesta constă din sclipiri întrerupte de patru ori pe parcursul a 20 de secunde. Mai jos emite un semnal neîntrerupt. Semnalul superior este colinear celui al farului Strukkamphuk pentru navele care se apropie de podul Fehmarnsund dinspre sud-est. Lămpile funcționează doar noaptea, fiind conectate cu o oră înainte de apusul soarelui și deconectate la o oră după răsărit.
Semnalul superior (întrerupt) este vizibil pe o rază de 25 de mile nautice (45 km), iar cel inferior (continuu) pe o rază de 17 m.n. (31 km). Lumina a fost asigurată inițial de o lampă pe benzină, iar mai târziu pe gaz lichid. Electrificarea s-a produs în 1954. În prezent, sunt folosite două lămpi: una de 400 W/HQI și a doua, cu halogen, de 250 W/24 V. Construcția este conectată la rețeaua electrică publică, iar în caz de pană de curent este folosit un generator electric.

## Turism și recunoaștere
Farul este deschis accesului public din 2001 și este vizitat de aprox. 25.000 de oameni anual. De la platforma sa de observare se deschid panorame asupra ariei protejate Krummsteert, podului Fehmarnsund și localităților Heiligenhafen și Großenbrode. A fost declarat monument de arhitectură în 2003.<ref name="la">
La 6 iunie 2013, German Post AG a emis seria de timbre „Faruri”, din care face parte un timbru poștal în valoare de 45 de eurocenți cu imaginea farului din Flügger. Designul aparține profesorului Johannes Graf din Dortmund.

## Galerie de imagini

### Înainte de renovare

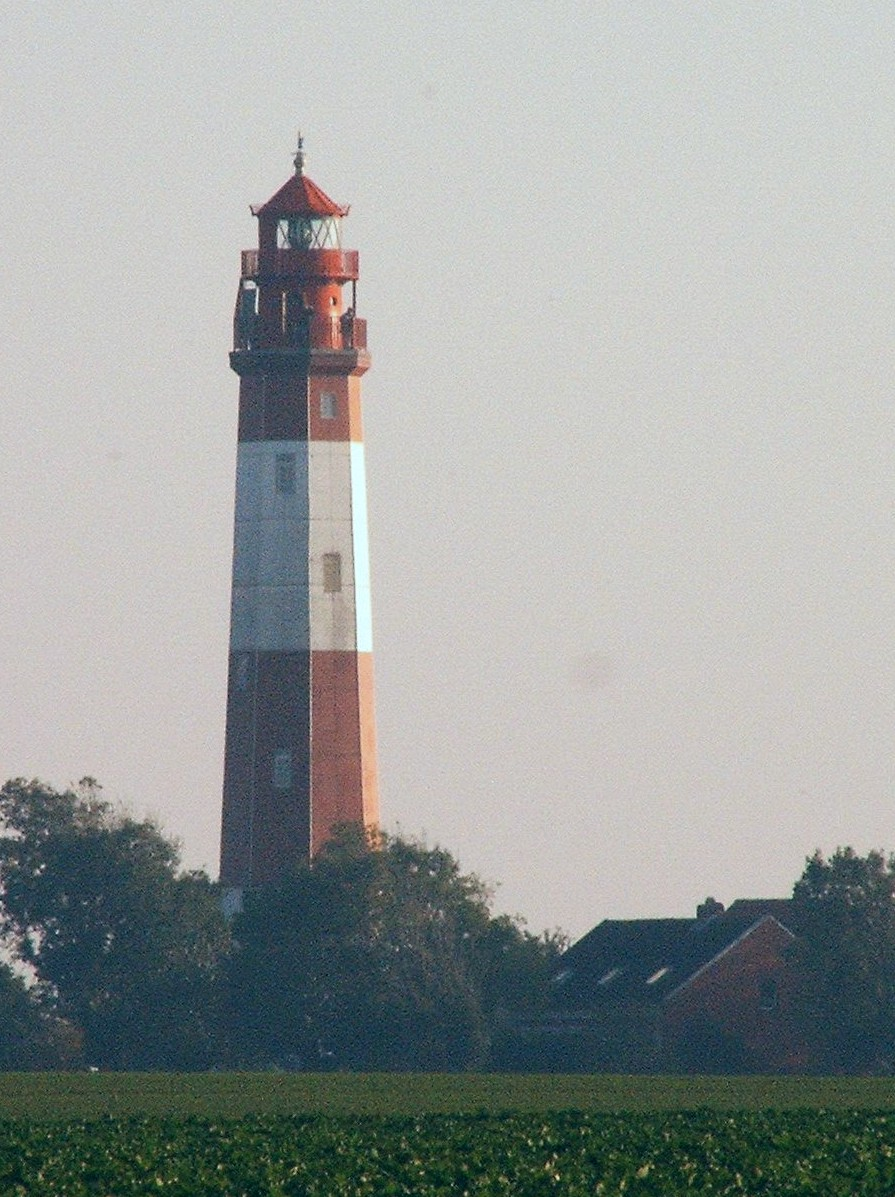
Octombrie 2005
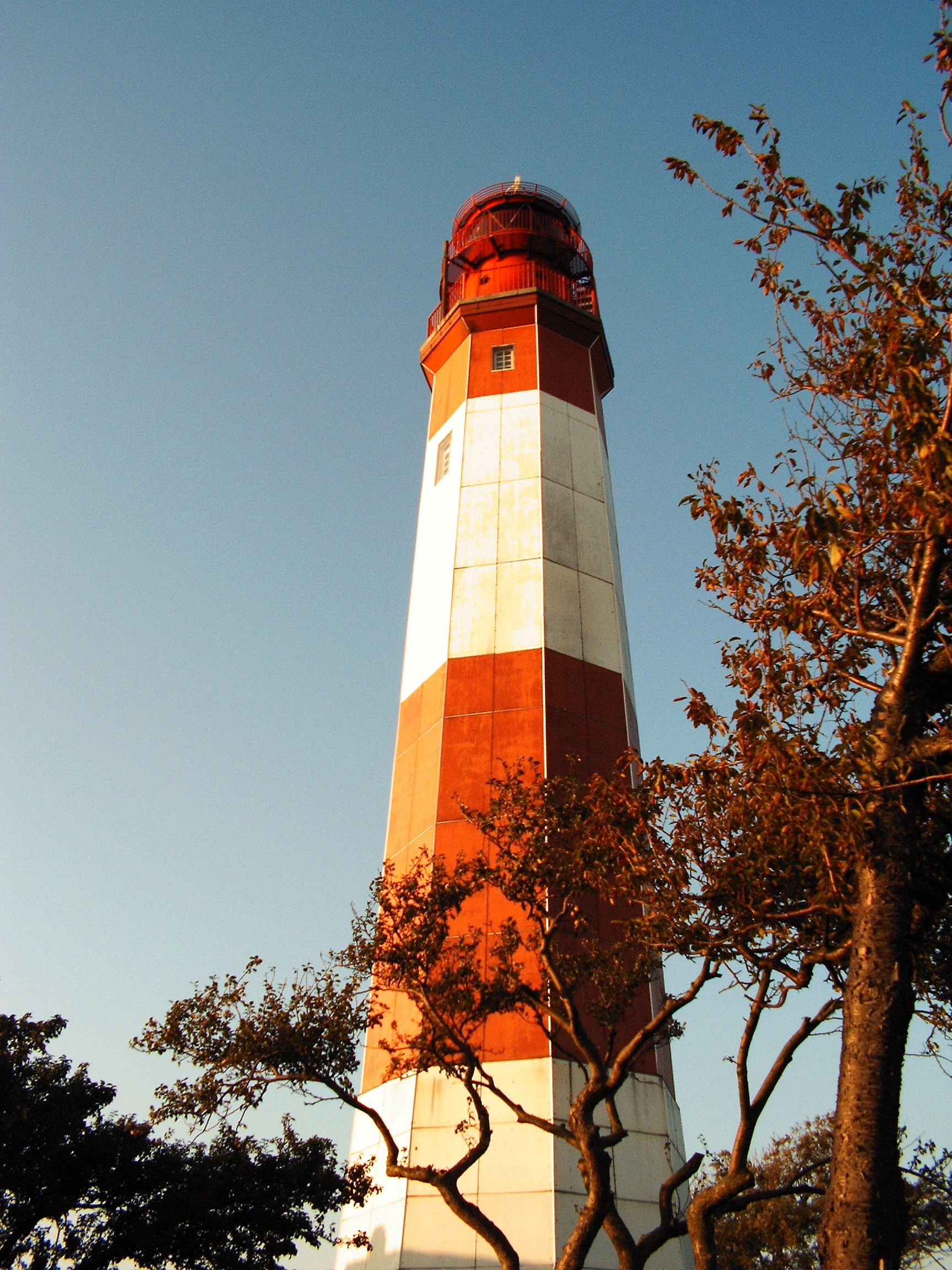
Octombrie 2005
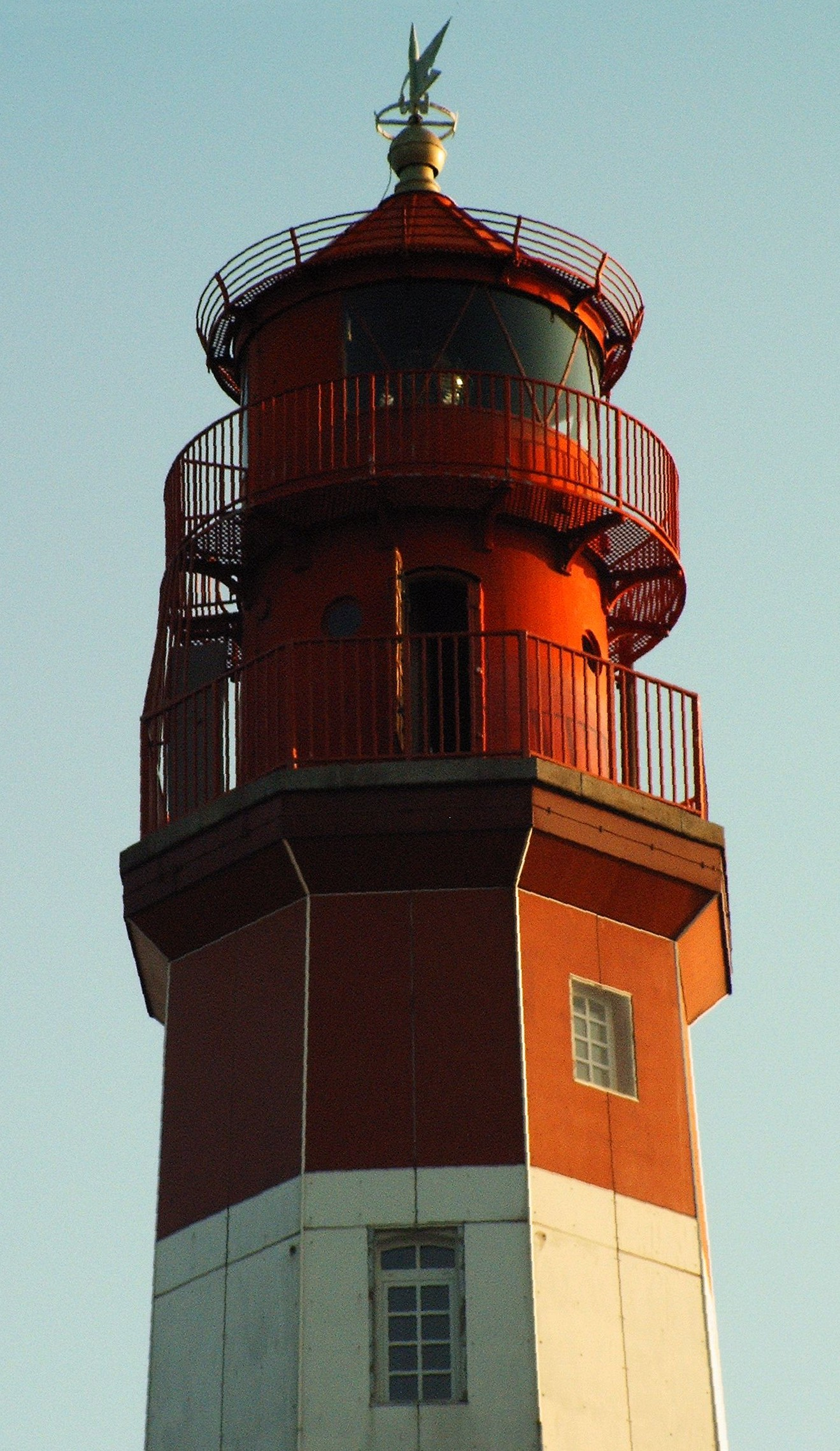
Partea superioară
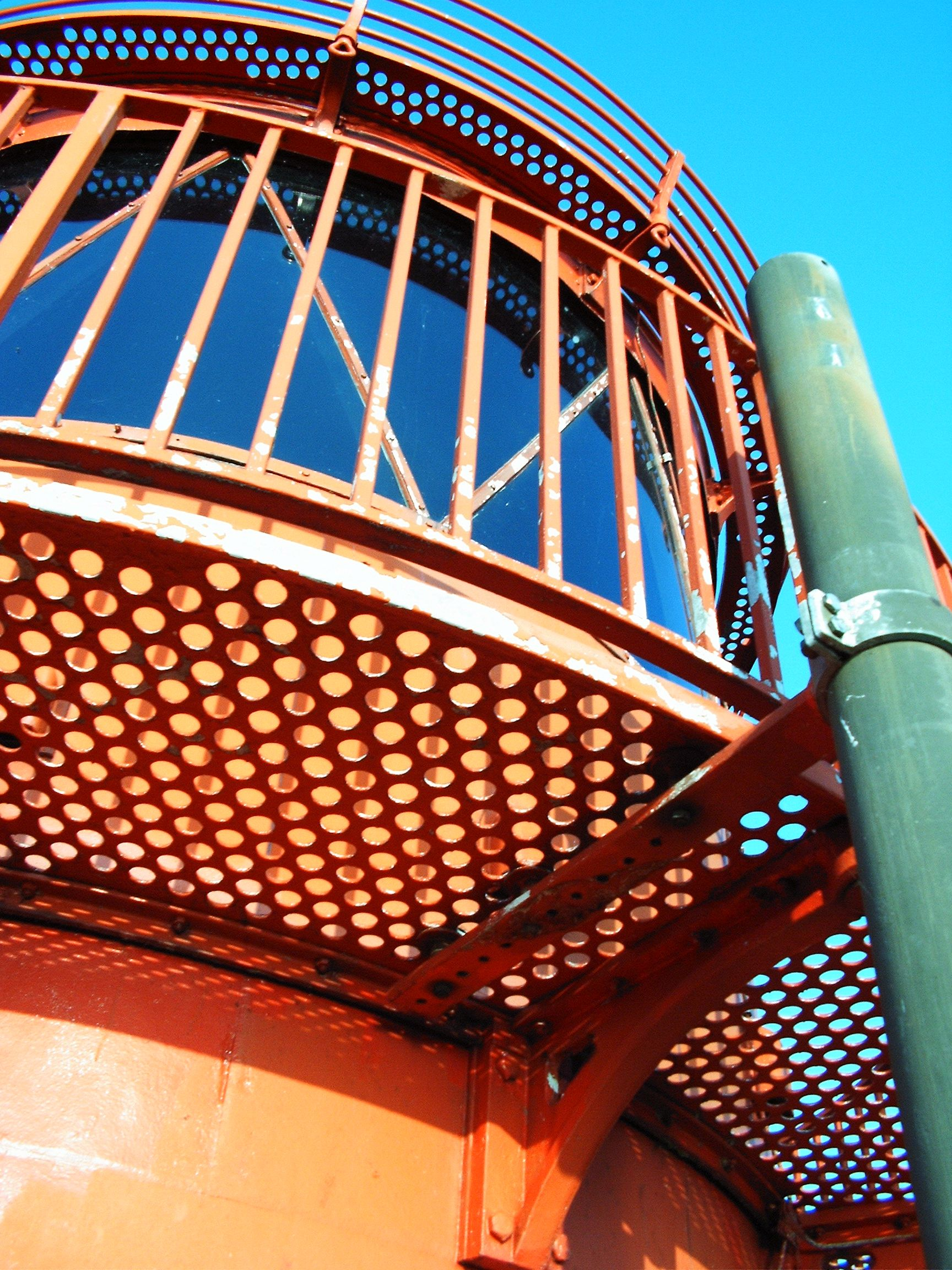
Vedere detaliată
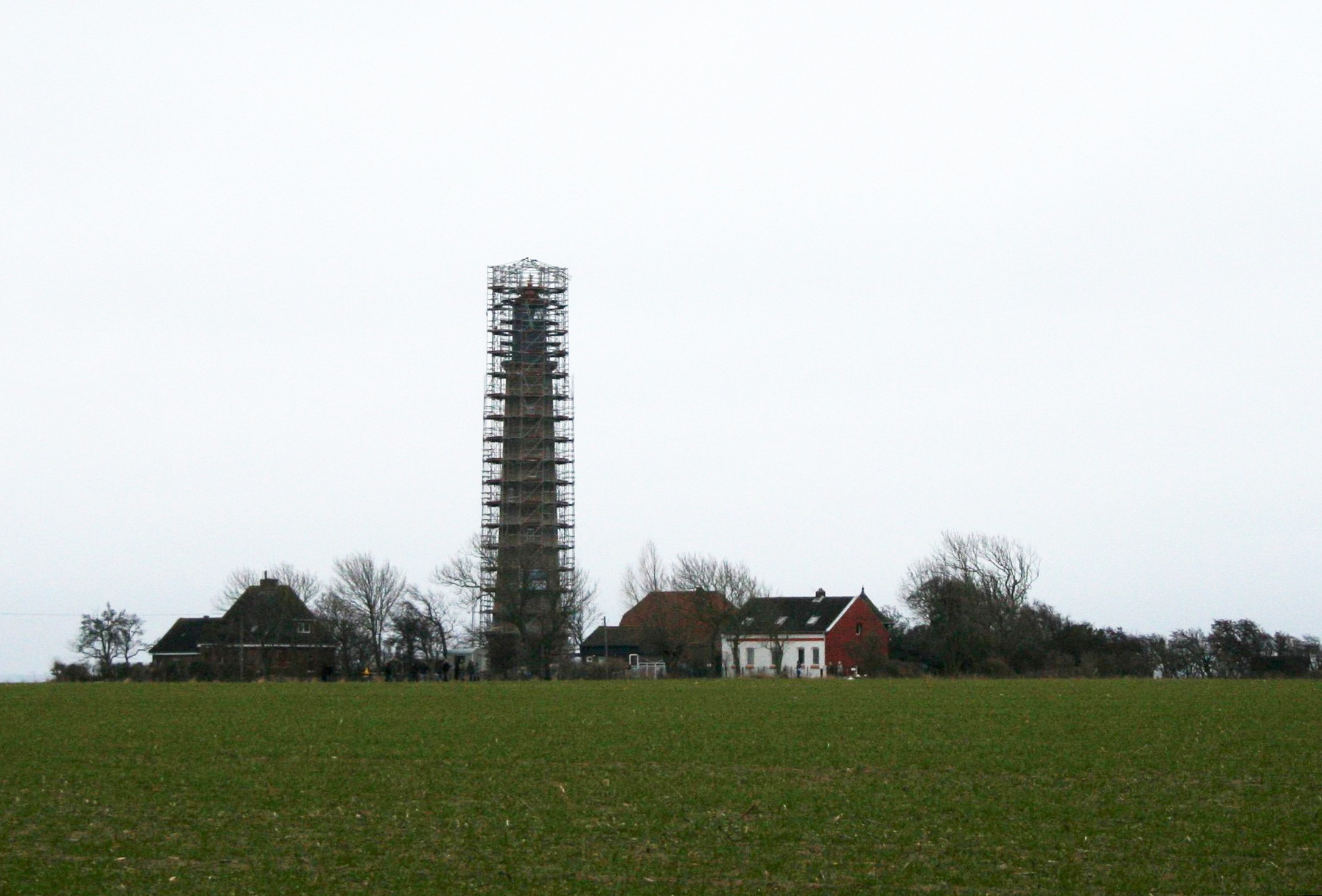
Schele împrejurul farului, în timpul renovărilor în ianuarie 2010

### După renovare

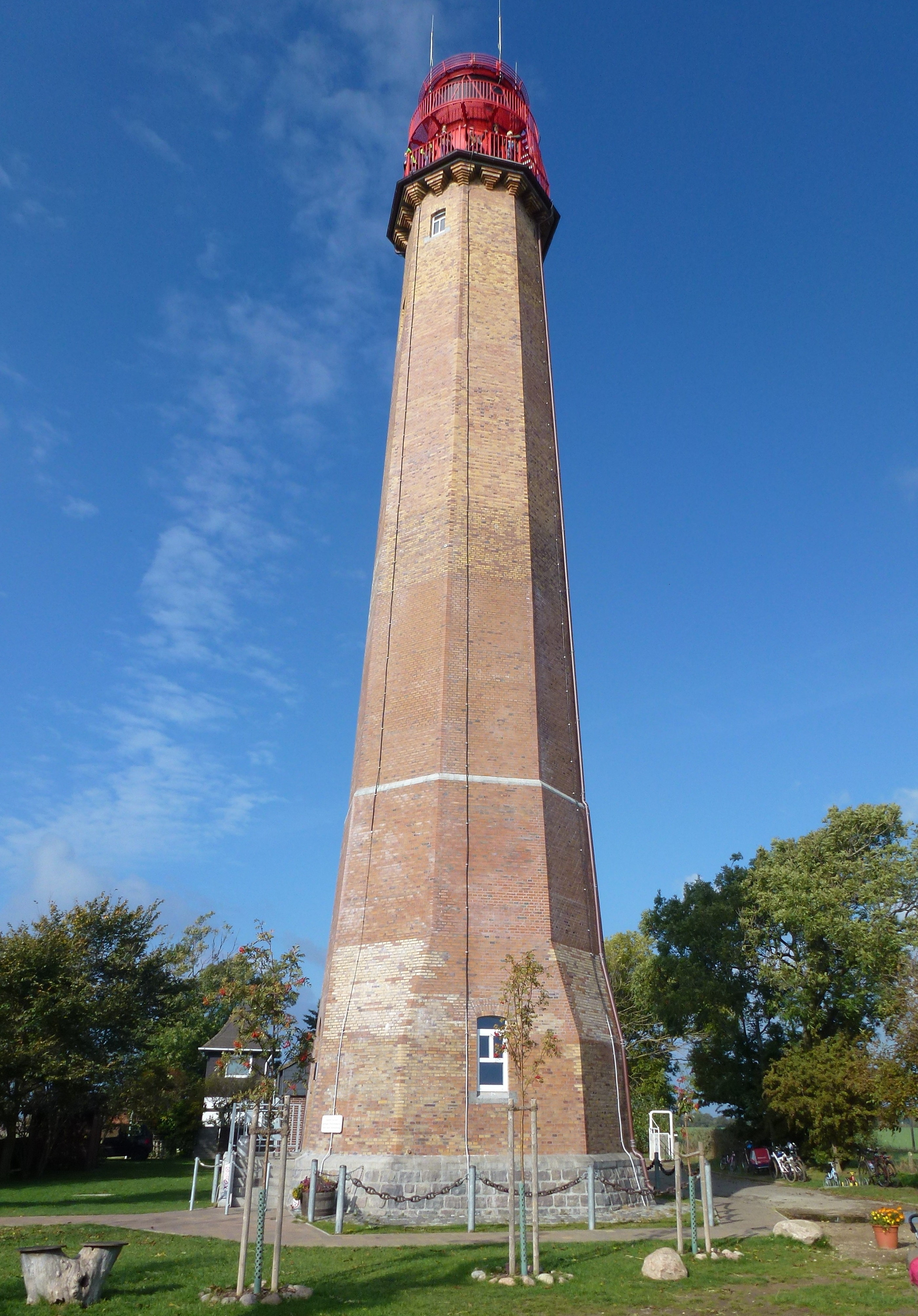
Turnul după renovare
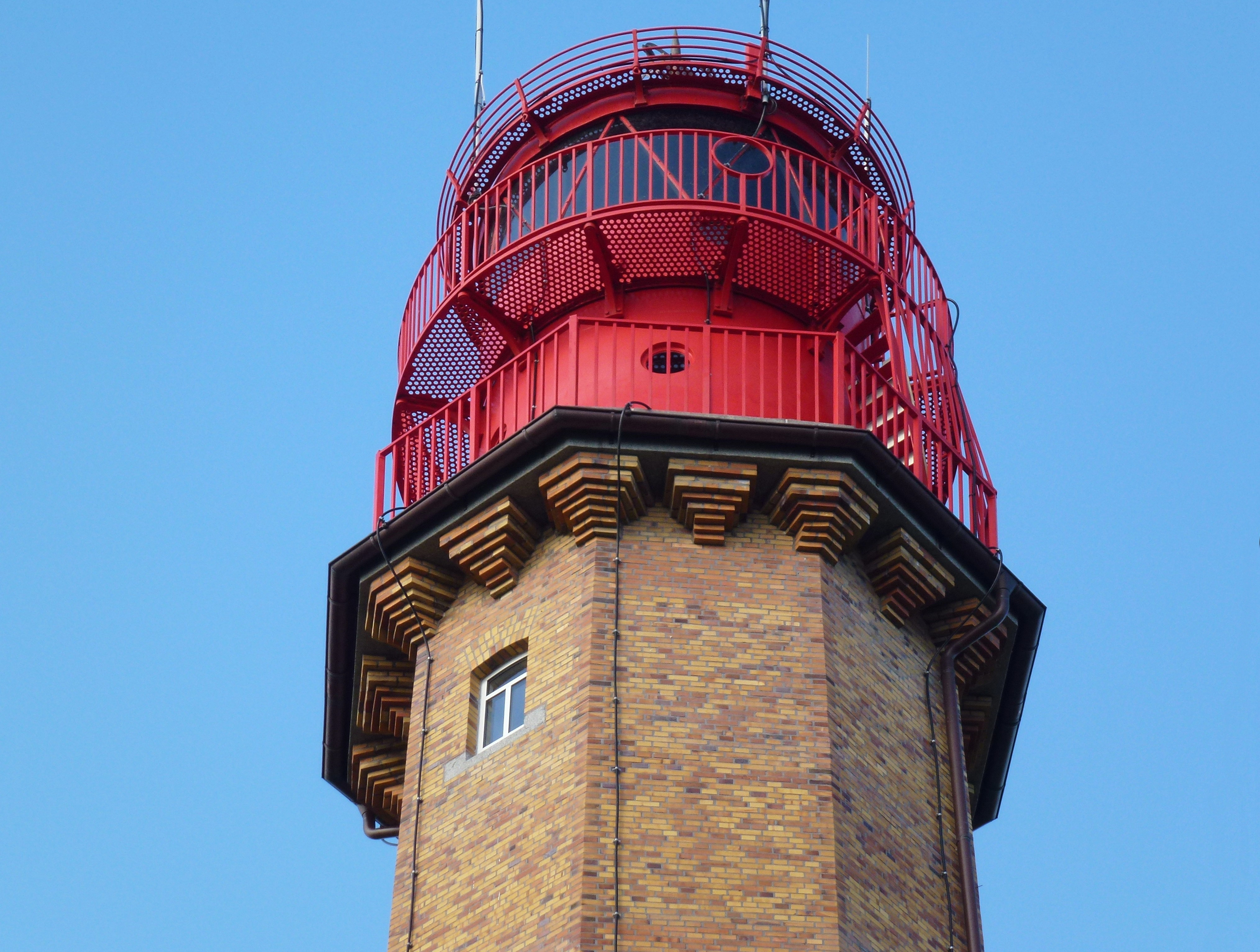
Nivelul superior
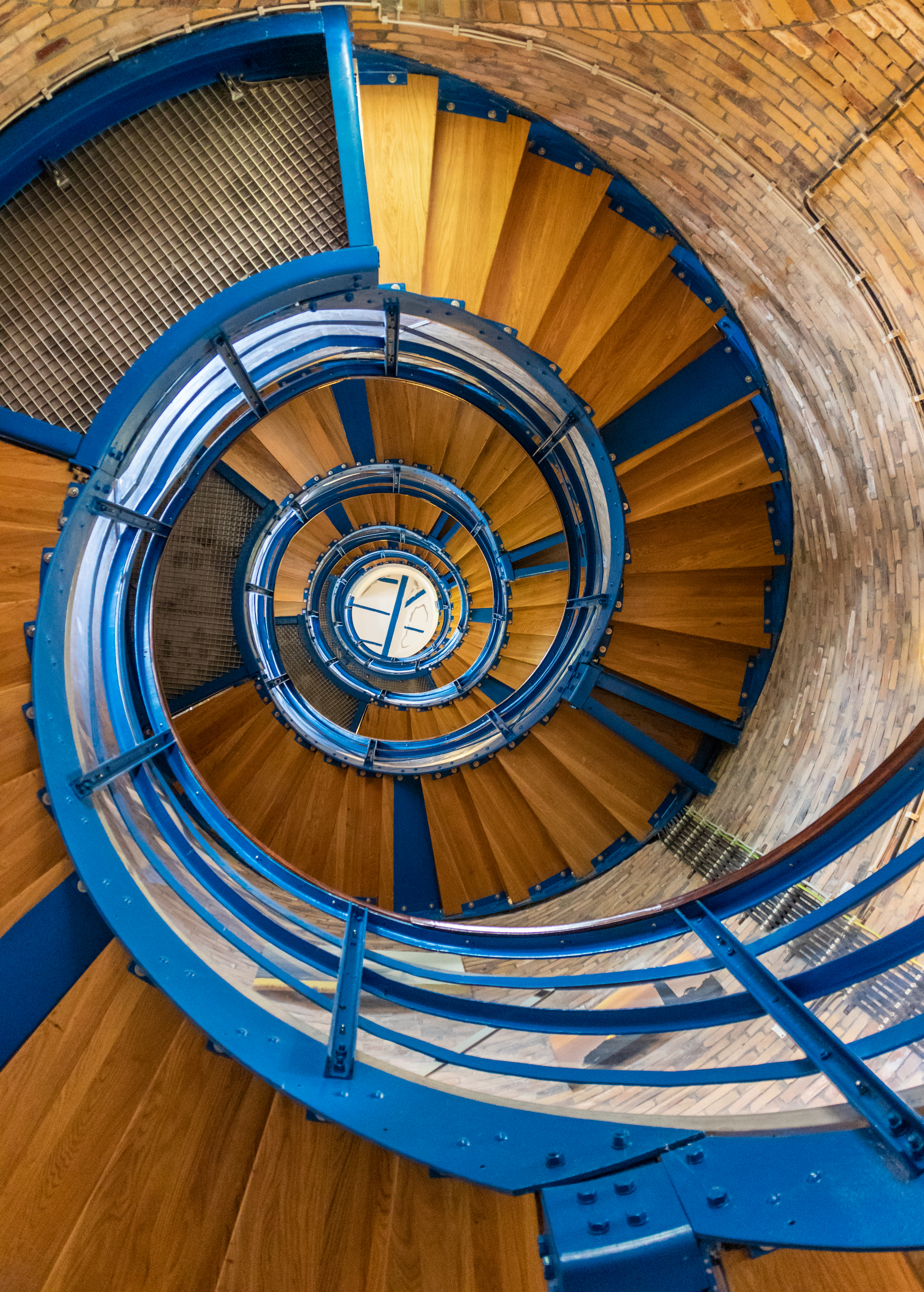
Scara în spirală, renovată, privind în sus
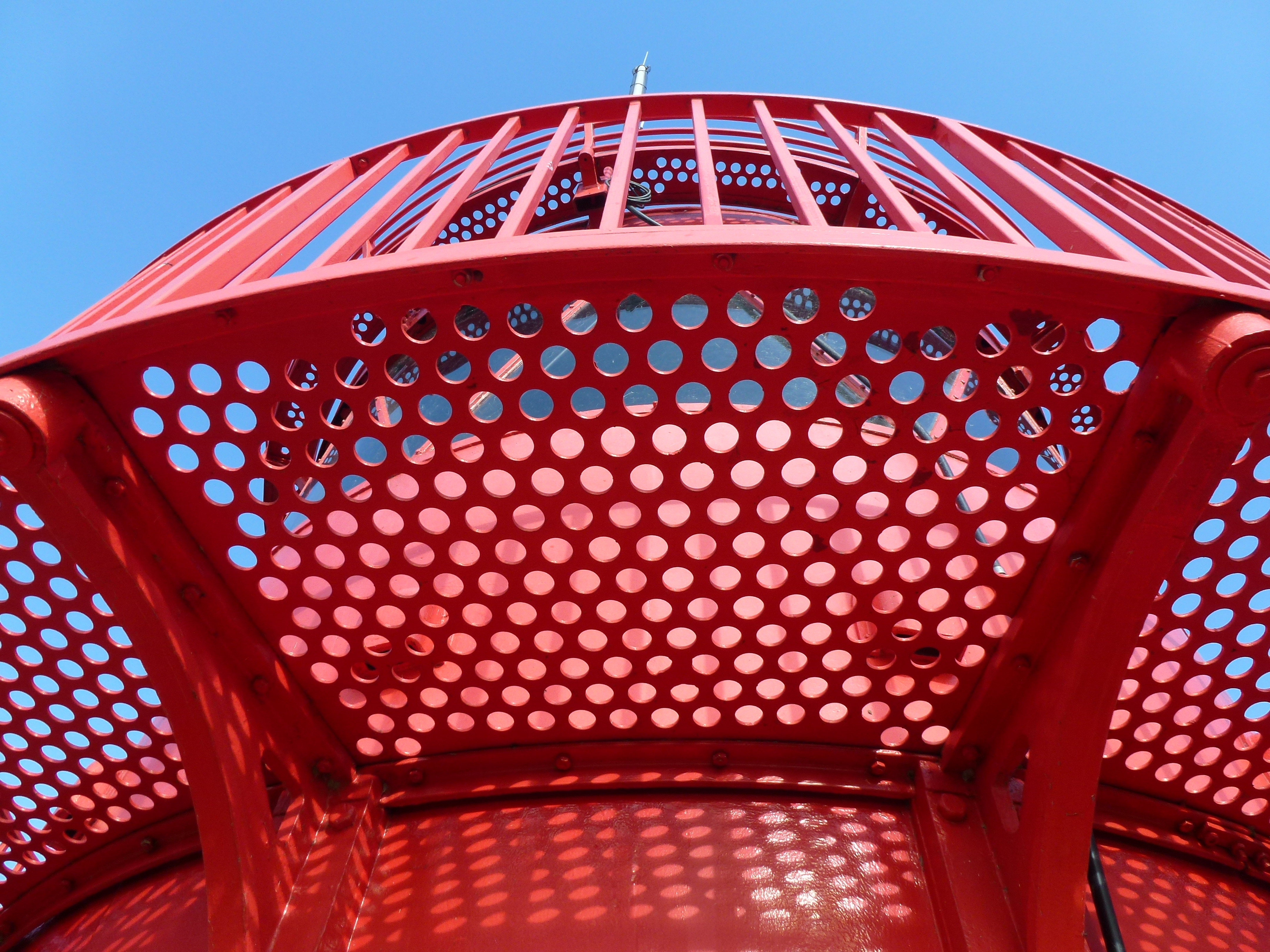
Puntea de observare, privind de jos
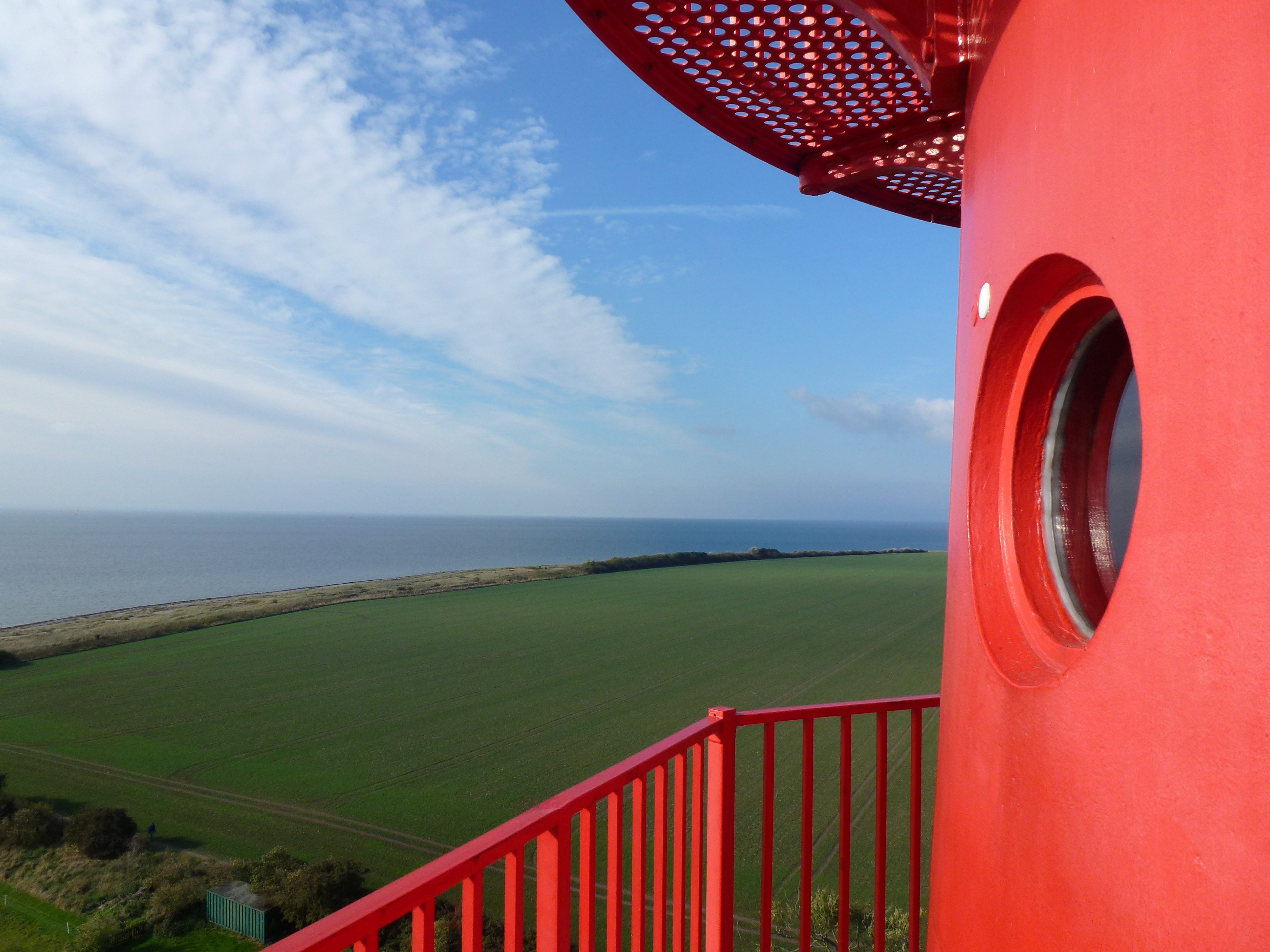
Vedere de pe puntea de observare
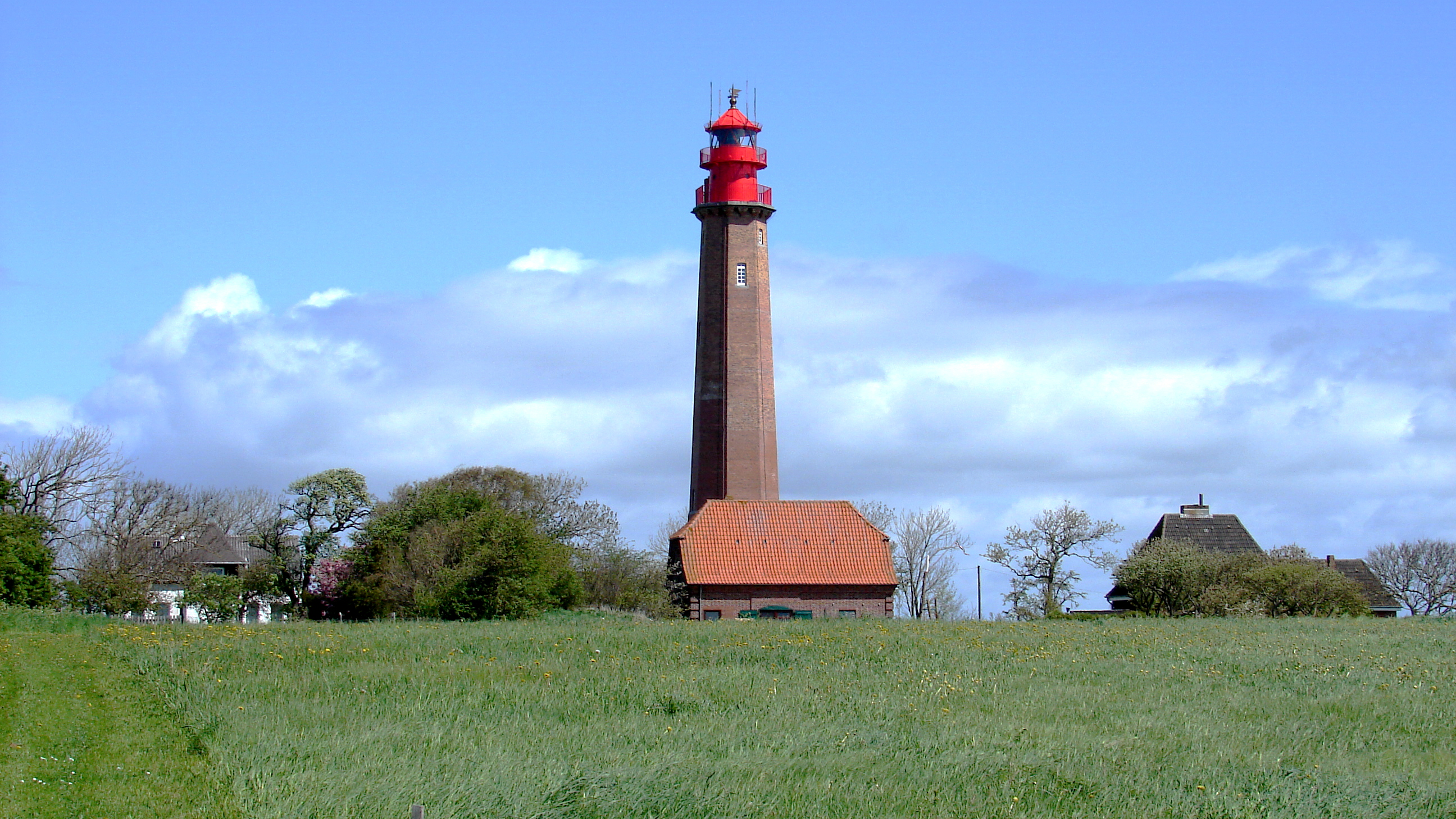
Vedere dinspre plajă